# Безперајаста плискавица
Безперајаста плискавица или морско прасе (лат. Neophocaena phocaenoides) је сисар из инфрареда китова (Cetacea) и породице плискавица (Phocoenidae).

## Распрострањење
Врста има станиште у Бангладешу, Бахреину, Брунеју, Вијетнаму, Индији, Индонезији, Ираку, Ирану, Јапану, Јужној Кореји, Камбоџи, Кини, Кувајту, Малезији, Мјанмару, Пакистану, Саудијској Арабији, Сингапуру, Тајланду, Уједињеним Арапским Емиратима, Филипинима, Хонгконгу и Шри Ланци.
ФАО рибарска подручја (енгл. FAO marine fishing areas) на којима је ова врста присутна су у западном Индијском океану, источном Индијском океану, северозападном Пацифику и западном централном Пацифику.

## Станиште
Станишта врсте су морски екосистеми, и река Јангце.

## Угроженост
Ова врста се сматра рањивом у погледу угрожености врсте од изумирања.

### Популациони тренд
Популација ове врсте се смањује, судећи по расположивим подацима.